# Molybdän-Scheiben-Experiment
Das Molybdän-Scheiben-Experiment (auch als Eöt-Wash-Experiment bezeichnet) ist ein Eötvös-Experiment zur Messung der Gravitationskraft bei kleinen Abständen. Mit ihm sollten mögliche Abweichungen vom newtonschen Gravitationsgesetz untersucht werden, die beispielsweise durch zusätzliche Dimensionen verursacht werden können, wie sie etwa in der Stringtheorie gefordert werden.
Mit dem Molybdän-Scheiben-Experiment zeigten Eric Adelberger und Mitarbeiter von der University of Washington in Seattle, dass das newtonsche Gravitationsgesetz bei Abständen zwischen 10 mm und 56 Mikrometer gültig ist.  Daraus kann man folgern, dass  die größte der in der Stringtheorie aufgerollten Dimensionen kleiner als 44 Mikrometer sein muss.
In dem Experimentaufbau wurden zwei Molybdänscheiben mit einem anfänglichen Abstand von 10 Millimetern zueinander parallel befestigt. Die obere Scheibe wurde von einem dünnen Faden gehalten, während die untere Scheibe um ihren Mittelpunkt rotierte. Die auftretende Eigengravitation der beiden Scheiben zueinander war dabei zu klein, um technisch bestimmt zu werden. Nach dem Bohren von 42 äquidistanten und kongruenten Löchern in beiden Platten veränderte sich das Verhalten des Aufbaus: durch die Rotation der unteren Platte wurde die obere Platte in eine kleine Drehschwingung versetzt. Dieser Effekt ist auf die kurzzeitig höhere Gravitation während der Überdeckung der massigen Bereiche auf den beiden Scheiben zurückzuführen. Schrittweise wurde nun der Abstand zwischen beiden Platten bis auf 55 Mikrometer reduziert, ohne dass eine Abweichung vom newtonschen Gravitationsgesetz zu beobachten war.